# Killian Overmeire
Killian Overmeire (Lokeren, Bélgica, 6 de diciembre de 1985) es un futbolista belga que se desempeña como mediocampista y que actualmente milita en el KSC Lokeren de la Segunda División de Bélgica, equipo donde actualmente es el capitán y que es, además, el equipo de su ciudad natal.

## Clubes
| Club        | País    | Año         |
| ----------- | ------- | ----------- |
| KSC Lokeren | Bélgica | 2003 - 2020 |

## Selección nacional
Ha sido internacional con la selección de fútbol de Bélgica; donde, hasta ahora, ha jugado solo un partido internacional y no ha anotado goles para dicha selección. Además, jugó apenas 12 partidos con la selección de fútbol sub-23 de Bélgica, donde tampoco anotó goles y también jugó 11 partidos con la selección de fútbol sub-20 de Bélgica, donde anotó solo 2 goles.